# Championnat de Guinée de football 2018-2019
Navigation
Ligue 1 2017-2018 Ligue 1 2019-2020
La saison 2018-2019 de Ligue 1 est la 53e édition du championnat de Guinée de football.Les équipes promues de deuxième division sont le Santoba FC et le CO Coyah qui remplacent l'Atlético de Coléah et le Milo Football Club.
Horoya AC, le tenant du titre, remporte pour la 17e fois le championnat, c'est le club le plus titré de Guinée. Le club réalise le doublé en remportant également la coupe de Guinée.

## Équipes participantes
| \| AS Kaloum Star Horoya AC Éléphant de Coléah Hafia FC Satellite FC Renaissance FC ASFAG \| Les Clubs de Conakry. |
| AS Kaloum Star Horoya AC Éléphant de Coléah Hafia FC Satellite FC Renaissance FC ASFAG                             |

| Club                                                     | Ville   | classement 2017-2018 |
| -------------------------------------------------------- | ------- | -------------------- |
| Horoya Athlétique Club                                   | Conakry | 1er                  |
| Hafia Football Club                                      | Conakry | 2e                   |
| Wakriya Athletic Club                                    | Boké    | 3e                   |
| Association sportive Kaloum Star                         | Conakry | 4e                   |
| Gangan Football Club                                     | Kindia  | 5e                   |
| Éléphant de Coléah                                       | Conakry | 6e                   |
| Fello Star                                               | Labé    | 7e                   |
| Association sportive des forces armées de Guinée (ASFAG) | Conakry | 8e                   |
| Association sportive Ashanti Golden Boys                 | Siguiri | 9e                   |
| Club industriel de Kamsar                                | Kamsar  | 10e                  |
| Renaissance Football Club                                | Conakry | 11e                  |
| Satellite Football Club                                  | Conakry | 12e                  |
| Santoba Football Club                                    | Conakry | 1er (2e division)    |
| Club olympique de Coyah                                  | Coyah   | 2e (2e division)     |

- Vainqueur du Championnat de Guinée de football 2017-2018 et qualifié pour les barrages de Ligue des champions de la CAF 2019
- Coupe de la confédération 2018-2019
- promu

## Compétition

### Règlement
Le classement est calculé avec le barème de points suivant : une victoire vaut trois points, le match nul un. La défaite ne rapporte aucun point.
Le règlement se présente donc ainsi :
1. plus grand nombre de points ;
2. plus grande différence de buts générale ;
3. plus grand nombre de points dans les confrontations directes ;
4. plus grande différence de buts particulière ;
5. plus grand nombre de buts dans les confrontations directes ;
6. plus grand nombre de buts à l'extérieur dans les confrontations directes ;
7. plus grand nombre de buts marqués ;
8. plus grand nombre de buts marqués à l'extérieur ;
9. plus grand nombre de buts marqués sur une rencontre de championnat.

### Classement
| \| Rang \| Équipe \| Pts \| J \| G \| N \| P \| Bp \| Bc \| Diff \| \| ---- \| -------------------- \| --- \| -- \| -- \| -- \| -- \| -- \| -- \| ---- \| \| 1 \| Horoya AC T'C' \| 60 \| 26 \| 19 \| 3 \| 4 \| 24 \| 17 \| +7 \| \| 2 \| Hafia FC \| 44 \| 26 \| 12 \| 8 \| 6 \| 36 \| 25 \| +11 \| \| 3 \| Santoba FC P \| 41 \| 26 \| 10 \| 11 \| 5 \| 35 \| 31 \| +4 \| \| 4 \| CO Coyah P \| 40 \| 26 \| 9 \| 13 \| 4 \| 35 \| 26 \| +9 \| \| 5 \| Wakriya AC \| 38 \| 26 \| 9 \| 11 \| 6 \| 24 \| 17 \| +7 \| \| 6 \| AS Kaloum Star \| 36 \| 26 \| 7 \| 15 \| 4 \| 26 \| 23 \| +3 \| \| 7 \| CI Kamsar \| 31 \| 26 \| 7 \| 10 \| 9 \| 27 \| 30 \| -3 \| \| 8 \| ASFAG \| 31 \| 26 \| 8 \| 7 \| 11 \| 27 \| 33 \| -6 \| \| 9 \| Fello Star \| 30 \| 26 \| 8 \| 6 \| 12 \| 25 \| 33 \| -8 \| \| 10 \| AS Ashanti GB \| 29 \| 26 \| 6 \| 11 \| 9 \| 18 \| 20 \| -2 \| \| 11 \| Éléphant de Coléah \| 28 \| 26 \| 6 \| 10 \| 10 \| 31 \| 39 \| -8 \| \| 12 \| Satellite FC \| 28 \| 26 \| 7 \| 7 \| 12 \| 27 \| 37 \| -10 \| \| 13 \| Renaissance FC \| 24 \| 26 \| 5 \| 9 \| 12 \| 29 \| 41 \| -12 \| \| 14 \| Gangan Football Club \| 21 \| 26 \| 4 \| 9 \| 13 \| 21 \| 38 \| -17 \| | Qualifications africaines Ligue des champions 2019-2020 - 1er : Tour préliminaire Coupe de la confédération 2019-2020 - C ; Tour préliminaire Relégation - 13e et 14e : relégation en deuxième division Abréviations - T : Tenant du titre - C : Vainqueur de la Coupe de Guinée de football 2019 - S : Vainqueur de la Supercoupe de Guinée de football 2018 - P : Promus |     |    |    |    |    |    |    |      |
| Rang | Équipe | Pts | J  | G  | N  | P  | Bp | Bc | Diff |
| 1 | Horoya AC T'C' | 60  | 26 | 19 | 3  | 4  | 24 | 17 | +7   |
| 2 | Hafia FC | 44  | 26 | 12 | 8  | 6  | 36 | 25 | +11  |
| 3 | Santoba FC P | 41  | 26 | 10 | 11 | 5  | 35 | 31 | +4   |
| 4 | CO Coyah P | 40  | 26 | 9  | 13 | 4  | 35 | 26 | +9   |
| 5 | Wakriya AC | 38  | 26 | 9  | 11 | 6  | 24 | 17 | +7   |
| 6 | AS Kaloum Star | 36  | 26 | 7  | 15 | 4  | 26 | 23 | +3   |
| 7 | CI Kamsar | 31  | 26 | 7  | 10 | 9  | 27 | 30 | -3   |
| 8 | ASFAG | 31  | 26 | 8  | 7  | 11 | 27 | 33 | -6   |
| 9 | Fello Star | 30  | 26 | 8  | 6  | 12 | 25 | 33 | -8   |
| 10 | AS Ashanti GB | 29  | 26 | 6  | 11 | 9  | 18 | 20 | -2   |
| 11 | Éléphant de Coléah | 28  | 26 | 6  | 10 | 10 | 31 | 39 | -8   |
| 12 | Satellite FC | 28  | 26 | 7  | 7  | 12 | 27 | 37 | -10  |
| 13 | Renaissance FC | 24  | 26 | 5  | 9  | 12 | 29 | 41 | -12  |
| 14 | Gangan Football Club | 21  | 26 | 4  | 9  | 13 | 21 | 38 | -17  |

- Le CI Kamsar est qualifié pour la Coupe de la confédération en tant que finaliste de la Coupe de Guinée.